# 錫赫

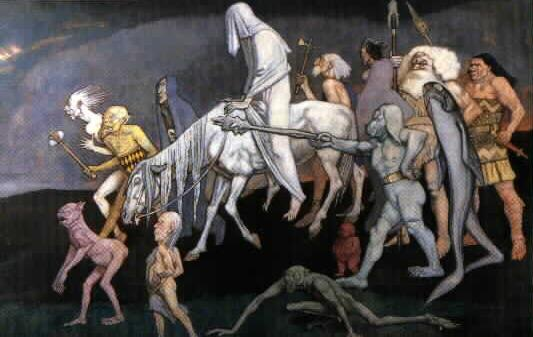
《The Fomorians》約翰鄧肯對愛爾蘭神話海神的詮釋

錫赫（Cichol Gricenchos）是凱爾特神話裏的眾神之一，祂也是弗摩爾族第一位首領。
麥卡利斯特將其翻譯為Gricenchos，其名的意思為無足或枯萎的腳 。根據十七世紀的歷史學家愛爾蘭杰弗裡·基廷，錫赫抵達愛爾蘭五十人五十女六快艇一百年後洪水。在那裡，他的人住在魚和家禽兩百年了，直到Partholón和他的人（誰把犁和牛）入侵並擊敗了Fomorians在戰鬥Magh i將。在洪水災難的一百年後，弗摩爾族錫赫和兩百名男性跟六百位女性分別搭著6艘船抵達愛爾蘭，祂們是最早來到的幾個部族之一。在愛爾蘭畜魚捕禽生活約兩百年，一直到帕德赫蘭（Partholón）部族的入侵  ，戰敗的弗摩爾族遷移到托里島上繼續生存。